# Nohawki
Nohawki (biał. Нагаўкі; ros. Ногавки) – wieś na Białorusi, w obwodzie mińskim, w rejonie miadzielskim, w sielsowiecie Słoboda.
Nazwa dawniej używana – Nagawki.

## Historia
W czasach zaborów wieś w granicach Imperium Rosyjskiego.
W dwudziestoleciu międzywojennym wieś leżała w Polsce, w województwie wileńskim, w powiecie duniłowickim (od 1926 postawskim), w gminie Miadzioł a następnie w gminie Hruzdowo.
Powszechny Spis Ludności z 1921 roku, wymienia wieś i zaścianek Nohawki. Wieś zamieszkiwało 420 osób, 63 były wyznania rzymskokatolickiego a 357 prawosławnego. Jednocześnie 29 mieszkańców zadeklarowało polską a 391 białoruską przynależność narodową. Były tu 72 budynki mieszkalne. Zaścianek liczył 4 mieszkańców w 1 domu. Wszyscy byli wyznania prawosławnego i białoruskiej narodowości.. W 1931 istniała wieś Nohawki. W 72 domach zamieszkiwało 408 osób.
Wierni należeli do parafii rzymskokatolickiej i prawosławnej w Hruzdowie. Miejscowość podlegała pod Sąd Grodzki w Postawach i Okręgowy w Wilnie; właściwy urząd pocztowy mieścił się w Hruzdowie. W miejscowości istniała cerkiew filialna Prezentacji Marii w świątyni.
W 1938 roku miejscowość należała do gromady Nohawki gminy Hruzdowo.
Po agresji ZSRR na Polskę w 1939 roku wieś znalazła się w granicach BSRR. W latach 1941–1944 była pod okupacją niemiecką. Następnie leżała w BSRR. Od 1991 roku w Republice Białorusi.